# Гунтер I фон Кафернбург
Гунтер I фон Кафернбург (на немски: Gunther I von Kafernburg; † 957) е граф на Кафернбург при Арнщат в Тюрингия. Той е баща на графовете на Кефернбург и графовете и князете фон Шварцбург.

## Произход
Той е син на граф Лудвиг фон Шварцбург († 920), внук на граф Валперт фон Шварцбург († 879) и правнук на граф Попо фон Шварцбург († 861). Потомък е на саксонския рицар Витекинд I Нигер/Лудвиг († 795).
Графството Кефернбург е светско самостоятелно владение в Средна Тюрингия, което съществува от ранното Средновековие до 1302 г. когато граф Гюнтер VIII умира без мъжки наследник.

## Фамилия
Гунтер I фон Кафернбург се жени за Анна фон Аскания, която се омъжва втори път за граф Зигфрид фон Аскания. Те имат един син:
- Зигер фон Кефернбург (* вер. между 890 и 950 в Кефернбург; † сл. 1000), граф на Кефернбург, женен за унгарска принцеса